# Levitated Mass

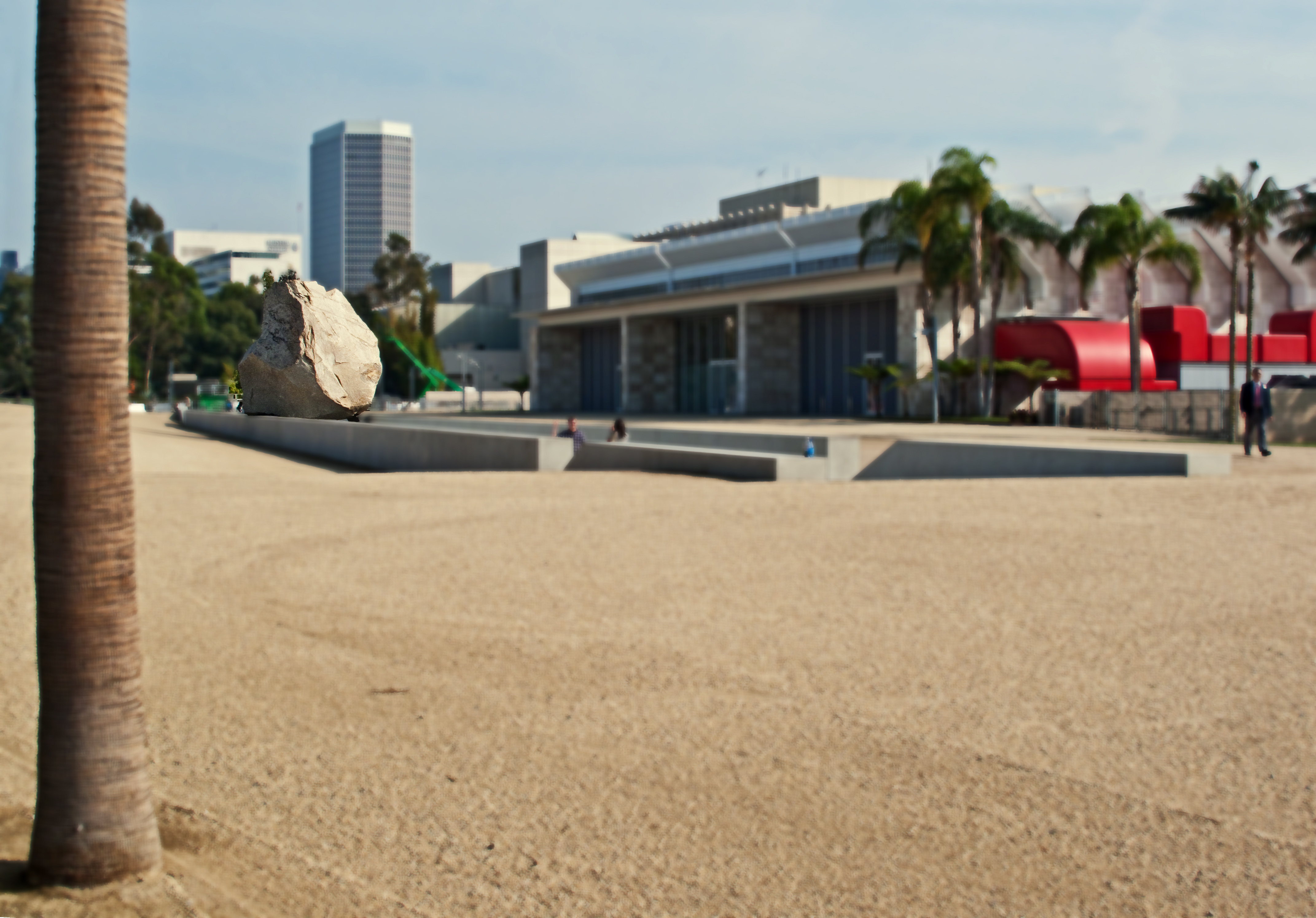
L'installazione del masso nel campus del museo LACMA di Los Angeles.

Levitated Mass è un'opera di Land Art creata da Michael Heizer, situata nel museo LACMA di Los Angeles, in California.
Inaugurata il 24 giugno 2012, si ispira ai megaliti costruiti nell'antichità, interpretati in chiave contemporanea utilizzando i moderni mezzi tecnici.

## Descrizione
L'opera è composta da una trincea in cemento armato lunga 140 metri e larga ca. 5, al di sopra della quale è posto un enorme masso di granito di forma irregolare, alto 6,5 metri e del peso di 308 ton, sostenuto da due mensole di acciaio poste nella parte superiore della trincea. Le limitate dimensioni degli appoggi, relativamente alle dimensioni del masso, danno l'impressione che esso sia "sospeso in aria", da cui il nome "massa levitata". La trincea scende gradualmente fino alla profondità di 4,60 metri, permettendo ai visitatori di passare direttamente sotto il masso.
Heizer trovò il blocco monolitico di granito in una cava nei pressi di Jurupa Valley, nella contea di Riverside, distante 90 km da Los Angeles. Il trasporto è stato eseguito dalla società coreana Hanjin Shipping tramite un trasportatore appositamente costruito, lungo 90 metri e dotato di 206 ruote. Il percorso effettivo, considerando la necessità di usare solo strade adatte a questo trasporto eccezionale, è stato di 170 km. Viaggiando solo di notte, il masso ha raggiunto il luogo di installazione in 11 giorni.
Su quest'opera è stato prodotto il documentario Levitated Mass: The Story of Michael Heizer's Monolithic Sculpture, del regista Doug Pray, presentato in giugno 2013 al Los Angeles Film Festival.
Il costo dell'opera, interamente finanziata da privati, è stimato in 10 milioni di USD.
È visitabile gratuitamente tutti i giorni dalle sette del mattino fino al tramonto. L'accesso non è consentito in caso di pioggia.